# Faro del Cabo de la Nao

El Faro del cabo de la Nao está ubicado en el Cabo de la Nao, en el extremo sur del golfo de Valencia, en el municipio de Jávea, Alicante.
De sección octogonal, tiene una altura de 20 metros y está situada a unos 122 metros sobre el nivel de la mar. Su luz llega una distancia de 23 millas, cuya señal nocturna consiste en una serie continuada de destellos.
A pesar de que la obra se subastó el 1 de julio de 1914 (por un total de 68.212 pesetas), el faro entró en funcionamiento el 26 de mayo de 1928. Ese retraso se debía a que se tuvo que hacer una carretera para poder llevar los materiales, un vial que se empezó el 3 de julio de 1923, que comunicaba el faro del cabo de la Nao con el barrio de Aduanas.
Sobre el promontorio del cabo de la Nao, antes de que se construyera el faro, se realizaron el 29 de diciembre de 1902, las pruebas de telegrafía inalámbricas entre la península e Ibiza, con un sistema diseñado por el valenciano Julio Cervera.